# Piper perbrevispicum
Piper perbrevispicum är en pepparväxtart som beskrevs av Truman George Yuncker. Piper perbrevispicum ingår i släktet Piper och familjen pepparväxter. Inga underarter finns listade i Catalogue of Life.